# Angelonia pilosella
Angelonia pilosella là một loài thực vật có hoa trong họ Mã đề. Loài này được J.Kickx f. mô tả khoa học đầu tiên năm 1839.